# بيير
بيير (بالإنجليزية: Pierre، بلغة لاكوتا: čhúŋkaške وتعني "الحصن")‏هي عاصمة ولاية داكوتا الجنوبية ومقر مقاطعة هيوز. بلغ عدد سكانها 13,646 نسمة في تعداد عام 2010، ما يجعلها ثاني أصغر عاصمة ولاية من حيث عدد السكان بعد مونبلييه، فيرمونت.
تأسست بيير عام 1880 على الضفة الشرقية لنهر ميزوري مقابل فورت بيير، وكانت بيير عاصمة الولاية منذ أن أدخلت في الاتحاد في 2 نوفمبر 1889. تم اختيارها بسبب موقعها في المركز الجغرافي للولاية. تمت تسمية فورت بيير على بيير شوتو الابن، وهو تاجر فراء أمريكي كبير من مدينة سانت لويس، ميزوري وهو يرجع من أصل فرنسي استعماري.
بيير هي المدينة الرئيسية لمنطقة بيير العاصمة الإحصائية، التي تضم مقاطعتي هيوز وستانلي.

## المناخ
يظهر الجدول التالي التغييرات المناخية على مدار السنة لبيير:
| البيانات المناخية لـبيير             | البيانات المناخية لـبيير | البيانات المناخية لـبيير | البيانات المناخية لـبيير | البيانات المناخية لـبيير | البيانات المناخية لـبيير | البيانات المناخية لـبيير | البيانات المناخية لـبيير | البيانات المناخية لـبيير | البيانات المناخية لـبيير | البيانات المناخية لـبيير | البيانات المناخية لـبيير | البيانات المناخية لـبيير | البيانات المناخية لـبيير |
| الشهر                                | يناير                    | فبراير                   | مارس                     | أبريل                    | مايو                     | يونيو                    | يوليو                    | أغسطس                    | سبتمبر                   | أكتوبر                   | نوفمبر                   | ديسمبر                   | المعدل السنوي            |
| ------------------------------------ | ------------------------ | ------------------------ | ------------------------ | ------------------------ | ------------------------ | ------------------------ | ------------------------ | ------------------------ | ------------------------ | ------------------------ | ------------------------ | ------------------------ | ------------------------ |
| الدرجة القصوى °ف (°م)                | 68 (20)                  | 75 (24)                  | 88 (31)                  | 98 (37)                  | 105 (41)                 | 112 (44)                 | 117 (47)                 | 114 (46)                 | 108 (42)                 | 98 (37)                  | 87 (31)                  | 77 (25)                  | 117 (47)                 |
| متوسط درجة الحرارة الكبرى °ف (°م)    | 30.0 (−1.1)              | 34.9 (1.6)               | 45.4 (7.4)               | 59.7 (15.4)              | 70.2 (21.2)              | 80.0 (26.7)              | 88.8 (31.6)              | 87.3 (30.7)              | 76.5 (24.7)              | 61.0 (16.1)              | 44.1 (6.7)               | 31.3 (−0.4)              | 59.1 (15.1)              |
| متوسط درجة الحرارة الصغرى °ف (°م)    | 9.8 (−12.3)              | 13.8 (−10.1)             | 23.5 (−4.7)              | 34.2 (1.2)               | 45.7 (7.6)               | 55.4 (13.0)              | 61.9 (16.6)              | 60.1 (15.6)              | 49.2 (9.6)               | 36.4 (2.4)               | 23.3 (−4.8)              | 12.1 (−11.1)             | 35.6 (2.0)               |
| أدنى درجة حرارة °ف (°م)              | −33 (−36)                | −35 (−37)                | −19 (−28)                | 1 (−17)                  | 21 (−6)                  | 34 (1)                   | 42 (6)                   | 39 (4)                   | 21 (−6)                  | 4 (−16)                  | −18 (−28)                | −31 (−35)                | −35 (−37)                |
| الهطول إنش (مم)                      | .42 (11)                 | .59 (15)                 | 1.23 (31)                | 1.81 (46)                | 3.15 (80)                | 3.57 (91)                | 2.61 (66)                | 1.80 (46)                | 1.87 (47)                | 1.65 (42)                | .76 (19)                 | .55 (14)                 | 20.01 (508)              |
| متوسط تساقط الثلوج إنش (سم)          | 5.4 (14)                 | 6.0 (15)                 | 5.8 (15)                 | 3.5 (8.9)                | 0 (0)                    | 0 (0)                    | 0 (0)                    | 0 (0)                    | 0 (0)                    | .9 (2.3)                 | 4.8 (12)                 | 4.8 (12)                 | 31.3 (80)                |
| متوسط أيام هطول الأمطار (≥ 0.01 in)  | 5.7                      | 4.7                      | 6.3                      | 8.2                      | 10.2                     | 10.7                     | 9.2                      | 7.4                      | 6.8                      | 6.8                      | 5.9                      | 5.8                      | 87.7                     |
| متوسط الأيام المثلجة (≥ 0.1 in)      | 5.1                      | 3.8                      | 3.5                      | 1.9                      | 0                        | 0                        | 0                        | 0                        | 0                        | .6                       | 3.1                      | 4.3                      | 22.3                     |
| المصدر: NOAA (extremes 1933–present) |                          |                          |                          |                          |                          |                          |                          |                          |                          |                          |                          |                          |                          |

## أعلام
- دونالد جيمس بورتر
- فلويد بانستر
- سام ويلارد
- سيمون باتريك ستيوارت
- مارلين هاغرتي